# Kasteel Buyckhoeve
Kasteel Buyckhoeve is een kasteel in de Antwerpse plaats Wijnegem, gelegen aan Merksemsebaan 280.
In de 16e eeuw was dit een hof van plaisantie (buitenhuis) dat bekend was onder verschillende namen. Het kasteel werd in de 19e eeuw verbouwd in eclectische neotraditionele trant, met voornamelijk neogotische en ook neoclassicistische elementen, waaronder een veelhoekig torentje en een vijfhoekige uitbouw.